# Thanh Bạch Giang
Thanh Bạch Giang (chữ Hán giản thể: 青白江区, Hán Việt: Thanh Bạch Giang khu) là một quận thuộc thành phố Thành Đô, Cộng hòa Nhân dân Trung Hoa. Bên trong quận này có sông Thanh Bạch chảy qua nên quận được đặt tên là Thanh Bạch Giang. Quận này có diện tích 392,41 km2, dân số 400.000 người. Đây là quận công nghiệp trọng yếu của Thành Đô với các ngành hoá học, kim loại. Về mặt hành chính, quận Thanh Bạch Giang gồm có 2 nhai đạo Đại Loan và Hồng Dương, 7 trấn: Di Mưu, Đại Đồng, Thành Tương, Tường Phúc, Diệu Độ, Thanh Tuyền, Long Vương và 2 hương Phúc Hồng, Nhân Hoà.